# NGC 1416
NGC 1416 (również PGC 13548) – galaktyka eliptyczna (E1), znajdująca się w gwiazdozbiorze Erydanu. Odkrył ją w 1886 roku Frank Muller.